# Estrée
Estrée település Franciaországban, Pas-de-Calais megyében. Lakosainak száma 296 fő (2022. január 1.). Estrée Montcavrel, Neuville-sous-Montreuil, Aix-en-Issart és Estréelles községekkel határos.

## Népesség
A település népességének változása:
| Lakosok száma | 294  | 288  | 290  | 291  | 292  | 290  | 289  | 296  |
|               | 2013 | 2015 | 2017 | 2018 | 2019 | 2020 | 2021 | 2022 |